# Taylor (Mississippi)
Taylor é uma vila localizada no estado americano de Mississippi, no Condado de Lafayette.

## Demografia
Segundo o censo americano de 2000, a sua população era de 289 habitantes.
Em 2006, foi estimada uma população de 294, um aumento de 5 (1.7%).

## Geografia
De acordo com o United States Census Bureau tem uma área de
10,6 km², dos quais 10,6 km² cobertos por terra e 0,0 km² cobertos por água.

## Localidades na vizinhança
O diagrama seguinte representa as localidades num raio de 36 km ao redor de Taylor.